# Густав Ісаксен
Густав Танг Ісаксен (дан. Gustav Tang Isaksen, нар. 19 квітня 2001, Херк) — данський футболіст, нападник італійського «Лаціо» та національної збірної Данії.

## Клубна кар'єра
Вихованець клубу «Мідтьюлланн». 25 серпня 2019 року в матчі проти «Сеннер'юска» він дебютував в данській Суперлізі і в першому ж сезоні з командою став чемпіоном Данії. За понад чотири сезони у рідній команді взяв участь у 139 іграх усіх турнірів.
У серпні 2023 року за 12 мільйонів євро перейшов до італійського «Лаціо».

## Міжнародна кар'єра
Гравець юнацьких та молодіжних збірних Данії. У 2018 році в складі юнацької збірної Данії Ісаксен взяв участь в юнацькому чемпіонаті Європи до 17 років в Англії. На турнірі він зіграв в матчі проти команд Боснії і Герцеговини і Ірландії, але данці не вийшли з групи. Згодом у складі молодіжної збірної Данії взяв участь в молодіжному чемпіонаті Європи 2021 року в Угорщині та Словенії, де в матчі проти Ісландії відзначився голом, який приніс його команді перемогу 2:0.
26 березня 2024 року у товариському матчі проти команди Фарерських островів Густав Ісаксен дебютував у національній збірній Данії.

## Статистика виступів

### Статистика клубних виступів
Станом на 2 вересня 2023
| Сезон                   | Команда                 | Чемпіонат               | Чемпіонат | Чемпіонат | Національний кубок | Національний кубок | Національний кубок | Континентальні кубки | Континентальні кубки | Континентальні кубки | Інші змагання | Інші змагання | Інші змагання | Усього | Усього | Усього |
| Сезон                   | Команда                 | Ліга                    | Ігор      | Голів     | Ліга               | Ігор               | Голів              | Ліга                 | Ігор                 | Голів                | Ліга          | Ігор          | Голів         | Ігор   | Голів  |        |
| ----------------------- | ----------------------- | ----------------------- | --------- | --------- | ------------------ | ------------------ | ------------------ | -------------------- | -------------------- | -------------------- | ------------- | ------------- | ------------- | ------ | ------ | ------ |
| 2019–20                 | «Мідтьюлланн»           | СЛ                      | 14        | 0         | КД                 | 1                  | 0                  | ЛЄ                   | 0                    | 0                    | -             | -             | -             | 15     | 0      |        |
| 2020–21                 | «Мідтьюлланн»           | СЛ                      | 22        | 1         | КД                 | 5                  | 2                  | ЛЧ                   | 3                    | 0                    | -             | -             | -             | 30     | 3      |        |
| 2021–22                 | «Мідтьюлланн»           | СЛ                      | 30        | 5         | КД                 | 6                  | 1                  | ЛЧ+ЛЄ+ЛК             | 2+6+2                | 0+2+0                | -             | -             | -             | 46     | 8      |        |
| 2022–23                 | «Мідтьюлланн»           | СЛ                      | 32        | 18        | КД                 | 1                  | 1                  | ЛЧ+ЛЄ                | 4+8                  | 0+3                  | -             | -             | -             | 44     | 22     |        |
| лип. 2023               | «Мідтьюлланн»           | СЛ                      | 2         | 0         | КД                 | 0                  | 0                  | ЛК                   | 1                    | 0                    | -             | -             | -             | 3      | 0      |        |
| Усього за «Мідтьюлланд» | Усього за «Мідтьюлланд» | Усього за «Мідтьюлланд» | 100       | 24        |                    | 13                 | 4                  |                      | 26                   | 5                    |               | -             | -             | 139    | 33     |        |
| 2023–24                 | «Лаціо»                 | A                       | 3         | 0         | КІ                 | -                  | -                  | ЛЧ                   | -                    | -                    | СІ            | -             | -             | 3      | 0      |        |
| Усього за кар'єру       | Усього за кар'єру       | Усього за кар'єру       | 103       | 24        |                    | 13                 | 4                  |                      | 26                   | 5                    |               | -             | -             | 142    | 33     |        |

## Титули і досягнення
- Чемпіон Данії (1):

«Мідтьюлланн»: 2019-20
- Володар Кубка Данії (1):

«Мідтьюлланн»: 2021-22
- Найкращий бомбардир Чемпіонату Данії (1):

«Мідтьюлланн»: 2022-23